# Krutoe pole
Krutoe pole (Крутое поле) è un film del 1979 diretto da Leon Nikolaevič Saakov.